# Pré-maxila
A pré-maxila é a porção da maxila oriunda do processo fronto-nasal, que é resultado da deiscência da proeminência do osso frontal em humanos. Localizada entre os caninos superiores, abriga o palato primário, a papila incisiva e os quatro incisivos superiores. Representa a terceira origem embrionária da maxila, juntamente com os processos maxilares direito e esquerdo, ambos oriundos do primeiro par de arcos branquiais.

## Anatomia Humana
Nos seres humanos, a premaxila é referida como osso incisivo e é a parte da maxila que tem os  incisivos, e abrange a coluna anterior nasal e a região alar. Na cavidade nasal, o elemento premaxilar projeta mais alto que o elemento maxilar atrás. A porção palatal da premaxila é uma placa óssea com orientação geralmente transversal. O forame incisivo é limitado anteriormente e lateralmente pela premaxila e posteriormente pelo processo palatino da maxila.

### Embriologia
No embrião, a região nasal desenvolve a partir de células da crista neural que iniciam a migração para o rosto durante a quarta semana de gestação. Um par de simétricos nasais placode s (espessamentos no epitélio são divididos em processos mediais e laterais pelos poços nasais. Os processos medianos tornam-se septo septental, philtrum e premaxilla.
Os primeiros centros de ossificação na área do futuro premaxilla aparecem durante a sétima semana acima do germe do segundo incisivo na superfície externa da cápsula nasal.
Após onze semanas, um centro de ossificação acessório se desenvolve na  alar region da premaxilla. Em seguida, um processo premaxilar cresce para se fundir com o processo frontal da maxila; e depois expande-se posteriormente para se fundir com o processo alveolar da maxila. O limite entre a premaxila e a maxila permanece discernível após o nascimento e uma sutura é frequentemente observável até cinco anos de idade.
Na fissura labial e palato bilaterais, o padrão de crescimento da premaxila difere significativamente do caso normal; "in utero o crescimento é excessivo e direcionado mais horizontalmente, resultando em uma promaxilha protrusiva ao nascer.

## Variação evolutiva
Formando a borda oral do maxilar superior na maioria dos vertebrados Teleostomi, os ossos premaxilares compreendem apenas a parte central em formas mais primitivas. Eles são fundidos em Diodontidae e ausentes em peixes cartilaginosos, como esturjões.
Os répteis e a maioria dos não-mamíferos therapsida têm um osso grande, emparelhado e intramembranoso atrás da premaxilla chamado septomaxilla. Porque este osso é vestigial em Acristatério (um Cretáceo eutheriano), essa espécie é considerada o mais antigao mamífero theriano conhecido. Intrigantemente ao septomaxilla ainda está presente em monotremes.
As diferenças no tamanho e composição na premaxilha de várias famílias de morcegos são usadas para classificação.